# Digonis aspersa
Digonis aspersa är en fjärilsart som beskrevs av Butler 1882. Digonis aspersa ingår i släktet Digonis och familjen mätare. Inga underarter finns listade i Catalogue of Life.